# The Gaslight Anthem
I The Gaslight Anthem sono un gruppo rock statunitense di New Brunswick, New Jersey.

## Storia del gruppo
Hanno pubblicato il loro primo album, Sink or Swim, per la XOXO Records nel maggio 2007, prima di firmare un contratto con la SideOneDummy Records, che ha prodotto il loro secondo album, The '59 Sound, pubblicato il 19 agosto 2008, per approdare ad una major nel 2012.
Il 6 agosto 2008 i Gaslight Anthem sono diventati il primo gruppo nella storia della musica britannica ad apparire nella copertina di Kerrang! senza che la rivista ne avesse mai scritto prima. Kerrang! li ha definiti «la migliore formazione che ascolterete nel 2008». Bruce Springsteen nel 2009 li ha nominati per la lista dei 100 album del secolo di Q per The '59 Sound, classificandoli alla 79ª posizione.
Nel 2011 il leader Brian Fallon pubblica con il chitarrista Ian Perkins l'album Elsie a nome The Horrible Crowes.
Il quarto album in studio, Handwritten, prodotto da Brendan O'Brien, vede la luce il 20 giugno 2012, preceduto dal singolo 45. L'album segna il passaggio della band ad una major, la Mercury Records, e raggiunge la 2a e 3a posizione in classifica rispettivamente in Regno Unito e USA. Il 21 settembre i Gaslight Anthem suonano con Eddie Vedder sul palco del Deluna Festival, in Florida, mentre il 15 ottobre 2012 parte da Londra il tour europeo, con due date sold out alla Brixton Academy. Nel Marzo 2013, sempre a Londra, viene registrato il DVD Live in London.
Il 16 giugno 2014 il gruppo annuncia ufficialmente l'uscita del quinto album, Get Hurt, che uscirà il 12 agosto supportato dai singoli Rollin' and tumblin' e Get Hurt. Il 18 agosto la band eseguirà la title track dal vivo al David Letterman Show.
Il 29 luglio 2015, la band annuncia una pausa indefinita alla fine del tour europeo.
Nel 2018 i Gaslight Anthem pubblicano The '59 Sounds Sessions, un album con le prime versioni delle canzoni dell'album The 59 Sound, oltre a rarità e lati b.
La band si è riunita temporaneamente per una serie di concerti nel 2018 per celebrare il decimo anniversario dall'uscita dell'album The '59 Sound, prima di riprendere la pausa.
Nel marzo del 2022 la band ha annunciato il ritorno in pianta stabile con un tour in estate e un nuovo disco in lavorazione. Il 27 ottobre 2023 viene pubblicato History Books, il loro sesto album in studio.

## Stile musicale ed influenze
Lo stile dei Gaslight Anthem riflette molti elementi delle sonorità della costa del New Jersey. Essi stessi hanno definito il loro sound come
(The Gaslight Anthem)
Il gruppo è fortemente influenzato dalla musica di Springsteen, nato e vissuto a poche case di distanza dal cantante Brian Fallon, così come da Joe Strummer e Bob Dylan. Ad ogni modo, più recentemente Fallon ha dichiarato di volersi leggermente distanziare da queste influenze, pur tuttavia non rinnegandole, alla ricerca di una via propria e di uno stile più personale. I Gaslight Anthem sono soliti incidere cover di grandi musicisti come Tom Petty, Bob Dylan, Pearl Jam, The Rolling Stones, Nirvana, The Who.

## Formazione
- Brian Fallon – voce, chitarra
- Alex Rosamilia – chitarra
- Alex Levine – basso
- Benny Horowitz – batteria

Turnisti
- Ian Perkins – tastiere, chitarre, cori (2010–2015, 2018)

Ex membri
- Mike Volpe – chitarra (2006)

## Discografia

### Album in studio
| Anno | Nome                   | Etichetta             | Classifiche      | Classifiche | Classifiche     | Classifiche |
| Anno | Nome                   | Etichetta             | US Billboard 200 | Top Rock    | Top Independent | UK          |
| ---- | ---------------------- | --------------------- | ---------------- | ----------- | --------------- | ----------- |
| 2007 | Sink or Swim           | XOXO                  |                  |             |                 |             |
| 2008 | The '59 Sound          | SideOneDummy          | 70               | 25          | 7               | 154         |
| 2010 | American Slang         | SideOneDummy          | 16               | 5           | 1               | 18          |
| 2012 | Handwritten            | Mercury Records       |                  |             |                 |             |
| 2014 | Get Hurt               | Island                |                  |             |                 |             |
| 2018 | The ’59 Sound Sessions | SideOneDummy          |                  |             |                 |             |
| 2023 | History Books          | Rich Mahogany Records |                  |             |                 |             |

### Album dal vivo
- 2009 – Live at Park Ave.
- 2013 – Live in London

### Raccolte
- 2013 – Singles Collection: 2008-2011
- 2014 – The B-Sides

### EP
- 2008 – Señor and the Queen
- 2012 – Hold You Up
- 2012 – Here Comes My Man

### Singoli
| Anno | Titolo             | Album di provenienza | Billboard Hot Modern Rock |
| ---- | ------------------ | -------------------- | ------------------------- |
| 2008 | The '59 Sound      | The '59 Sound        | 35                        |
| 2008 | Old White Lincoln  | The '59 Sound        |                           |
| 2009 | Great Expectations | The '59 Sound        |                           |
| 2010 | American Slang     | American Slang       |                           |
| 2012 | 45                 | Handwritten          |                           |
| 2012 | Here Comes My Man  | Handwritten          |                           |
| 2014 | Get Hurt           | Get Hurt             |                           |
| 2023 | Positive Charge    | History Books        |                           |
| 2023 | History Books      | History Books        |                           |
| 2023 | Little Fires       | History Books        |                           |
| 2023 | Autumn             | History Books        |                           |